# Music for Ensemble and Orchestra
Music for Ensemble and Orchestra est une œuvre musicale de Steve Reich composée en 2017 pour ensemble à cordes, vents, percussions et pianos et orchestre. Elle est créée par l'Orchestre philharmonique de Los Angeles le 1er novembre 2018 au Walt Disney Concert Hall à Los Angeles. 

## Historique
Composé en 2017, Music for Ensemble and Orchestra est créé par l'Orchestre philharmonique de Los Angeles – qui est l'un des orchestres commanditaires de l'œuvre – dirigé par Susanna Mälkki au Walt Disney Concert Hall de Los Angeles aux États-Unis,.
L'inspiration pour l'écriture de cette œuvre est venue à Steve Reich après la création de Runner (2016) et qu'il considère d'une certaine manière comme pouvant être intitulée « Runner 2 ». Elle marque son retour à la composition pour de grands ensembles ou des orchestres – chose qu'il n'avait pas faite depuis près de trente ans, avec The Four Sections (1987) – dont Music for Ensemble and Orchestra est l'aboutissement,.

## Structure
La pièce est écrite pour vingt instrumentistes : deux violons, deux altos, deux violoncelles, deux contrebasses, deux guitares basses électriques, deux vibraphones, deux pianos, deux flûtes, deux clarinettes et deux hautbois ; et un orchestre (sans section vent et contrebasses). Elle est structurée en cinq parties :
1. Part 1
2. Part 2
3. Part 3
4. Part 4
5. Part 5

## Enregistrement
- Music for Ensemble and Orchestra, Nonesuch Records, 2019[6].